# مدیریت پرستاری
مدیریت پرستاری(به انگلیسی: Nursing management) یک جنبه مهم از مراقبت سلامت بوده که نیازمند سازمان یافته بودن و تصمیم گیری سازمانی است. این فرایند شامل انجام پروژه‌های مشترک بمانند برنامه‌ریزی، سازماندهی، هدایت و کنترل است.

## کاربرد مدیریت پرستاری
موسسات مراقبتی سلامت شامل: بیمارستان‌ها ، خانه سالمندان، موسسات مراقبت در منازل و بیمارستان‌های آموزشی

## اصول عمومی مراقبت پرستاری
1. برنامه‌ریزی کارکردهای اصلی در مدیریت
2. استفاده مؤثر از زمان در انجام کارها

## توانایی‌های لازم جهت مدیران پرستار
1. نشان دادن مهارت‌های بالینی
2. ارزش گذاری برای مردم
3. تصمیم گیری آگاهانه و واقعی
4. تجزیه و تحلیل نیازهای پرستاری

## مدیریت خدمات پرستاری در بیمارستان ها
عبارت اند از:
1. مترون یا مدیر خدمات پرستاری
2. سوپروایزر گردشی
3. سوپروایزر آموزشی
4. سرپرستار